# División Intermedia 2012
El Torneo de la División Intermedia de Paraguay 2012 (Copa Tigo-Visión Banco, por motivos comerciales), del fútbol de la segunda categoría del fútbol paraguayo, denominado Bodas de Diamante del Club Sportivo 2 de Mayo, y en homenaje a Don Jesús Manuel Pallarés, expresidente de la entonces Liga Paraguaya de Fútbol, fue la 95.ª edición de un campeonato de Segunda División y la 16.ª edición de la División Intermedia, desde la creación de la división en 1997, organizada por la Asociación Paraguaya de Fútbol (APF). Se inició el 16 de marzo y otorgó al club campeón y subcampeón el ascenso directo a la Primera División. 
Esta edición tiene como novedad el aumento del número de equipos de catorce a dieciséis. Además, los clubes que descenderán desde este campeonato serán tres, implemetándose el sistema de descenso por el puntaje promedio.
El campeonato permitió el ascenso de dos equipos del área metropolitana de Asunción a la Primera División. Pues, el club General Díaz de Luque, a falta de dos fechas para el final logró su pase por primera vez a la Primera División, y en la penúltima fecha obtuvo su primer campeonato en esta categoría. Por su parte, el equipo Deportivo Capiatá consiguió, también en la penúltima fecha, el vicecampeonato y el derecho a ascender a Primera División por vez primera en su corta historia.

## Sistema de competición
El modo de disputa del campeonato fue de liga, es decir todos contra todos a partidos de ida y vuelta. Por lo mismo, contó con dos rondas compuestas por trece jornadas cada una con localía recíproca. 
Se consagró campeón el club que sumó la mayor cantidad de puntos al cabo de las 30 fechas. Este y el subcampeón ascendererían automáticamente a la Primera División, ocupando en la temporada siguiente el lugar de los equipos que finalizaron últimos en la tabla de promedios. En caso de producirse igualdad entre dos contendientes, se definirían las posiciones en dos partidos extra. Si son más de dos, se resolvería según los siguientes parámetros:
1) saldo de goles;
2) mayor cantidad de goles marcados;
3) mayor cantidad de goles marcados en condición de visitante;
4) sorteo.

## Producto de la clasificación
- El torneo consagrará al campeón número 16 en la historia de la División Intermedia.

- El campeón y subcampeón del torneo, obtendrán directamente su ascenso a la Primera División de Paraguay.

- Los tres equipos que finalicen últimos en la tabla de promedios, descenderán, a la Primera División B Metropolitana en caso de provenir de Asunción o del Departamento Central, o a la Primera División B Nacional en caso de ser del interior.

## Ascensos y descensos
| Pos | Ascendidos a Primera División |
| --- | ----------------------------- |
| 1º  | Cerro Porteño PF              |
| 2º  | Sportivo Carapeguá            |

| Pos | Descendido a Primera B Nacional |
| --- | ------------------------------- |
| 13º | Deportivo Caaguazú              |

| Pos | Descendido a Primera B |
| --- | ---------------------- |
| 14º | 12 de Octubre (I)      |

| Pos | Descendidos de Primera División |
| --- | ------------------------------- |
| 11º | 3 de Febrero CDE                |
| 12º | General Caballero ZC            |

| Pos | Ascendido de la Primera B Nacional |
| --- | ---------------------------------- |
| 1º  | 2 de Mayo                          |

| Pos | Ascendidos de Primera B |
| --- | ----------------------- |
| 1º  | 29 de Septiembre        |
| 2º  | Resistencia             |

| Pos | Ascendido del Nacional de Interligas |
| --- | ------------------------------------ |
| 1º  | Paranaense                           |

Los clubes Cerro Porteño PF y Sportivo Carapeguá, lograron ascender a la Primera División de Paraguay, luego de consagrarse campeón y subcampeón, respectivamente, del Torneo de Intermedia 2011.
El club 12 de Octubre descendió a la Primera B Metropolitana luego de culminar en la última posición del Torneo de Intermedia 2011. El Club Deportivo Caaguazú descendió a la Primera B Nacional, luego de perder seis puntos por la inclusión en su formación a un futbolista de manera irregular, en cuatro partidos, de los cuales ganó uno y empató tres. Con la pérdida de puntos ocupó el penúltimo lugar en el torneo.
El Club Sportivo 2 de Mayo ascendió a la Intermedia luego de consagrarse campeón de la Primera B Nacional 2011. Los clubes 29 de Septiembre y Resistencia Sport Club ascendieron a la División Intermedia al consagrarse campeón y subcampeón respectivamente de la Primera B Metropolitana. La Liga Deportiva Paranaense se consagró campeona del Campeonato Nacional de Interligas 2011/12, por lo que obtuvo un cupo para la División Intermedia, fundándose así, el Paranaense Fútbol Club.
Por último, el Club Atlético 3 de Febrero, luego de haber permanecido en Primera División por siete años, y el General Caballero Sport Club, descendieron a la División Intermedia al terminar por ocupar los dos últimos lugares de la tabla de promedios.

## Equipos participantes
| Equipo              | Entrenador                     | Fundación                | Ciudad               | Estadio              | Capacidad |
| ------------------- | ------------------------------ | ------------------------ | -------------------- | -------------------- | --------- |
| 29 de Septiembre    | Alfredo Cañete                 | 30 de abril de 1942      | Luque                | Molino               | 3.000     |
| 2 de Mayo           | Cristóbal Cubilla              | 6 de diciembre de 1935   | Pedro Juan Caballero | Río Parapití         | 25.000    |
| 3 de Febrero        | Alicio Solalinde               | 20 de noviembre de 1970  | Ciudad del Este      | A. Oddone Sarubbi    | 28.000    |
| Atlético Colegiales | Miguel Zahzú                   | 7 de enero de 1977       | Lambaré              | Luciano Zacarías     | 4.500     |
| Deportivo Capiatá   | Edgar Denis                    | 4 de septiembre de 2008  | Capiatá              | Deportivo Capiatá    | 4.000     |
| Deportivo Santaní   | Rober Gauto                    | 27 de febrero de 2009    | San Estanislao       | Juan José Vázquez    | 4.000     |
| Fernando de la Mora | Félix Torres                   | 25 de diciembre de 1925  | Asunción             | Emiliano Ghezzi      | 7.000     |
| General Caballero   | Juan Manuel Battaglia          | 6 de septiembre de 1918  | Asunción             | Hugo Bogado Vaceque  | 5.000     |
| General Díaz        | Humberto García                | 22 de septiembre de 1917 | Luque                | General Adrián Jara  | 3.500     |
| Paranaense          | Fermín Balbuena                | 6 de febrero de 2012     | Ciudad del Este      | R.I. 3 Corrales      | 5.000     |
| Resistencia         | Aldo Florentin y Adonis Troche | 27 de diciembre de 1917  | Asunción             | Tomás Began Correa   | 3.500     |
| River Plate         | Mario Rivarola                 | 15 de enero de 1911      | Asunción             | River Plate          | 5.000     |
| San Lorenzo         | Félix Darío León               | 17 de abril de 1930      | San Lorenzo          | Ciudad Universitaria | 6.000     |
| Sport Colombia      | Humberto Ovelar                | 1 de noviembre de 1924   | Fernando de la Mora  | Alfonso Colmán       | 7.000     |
| Sportivo Iteño      | Victoriano Hayffuch            | 1 de julio de 1924       | Itá                  | Salvador Morga       | 4.000     |
| Sportivo Trinidense | Gabino Román                   | 11 de agosto de 1935     | Asunción             | Martín Torres        | 3.000     |

De los dieciséis equipos participantes, cuatro equipos provienen del mero interior del país y de importantes ciudades de sus respectivos departamentos: dos de Ciudad del Este, en tanto que otros dos son de San Estanislao, y Pedro Juan Caballero.
La gran mayoría de los equipos, doce en total, son pertenecientes a la Gran Asunción y el Departamento Central. Cinco son de Asunción, en tanto que otros siete son provenientes de ciudades cercanas a esta: Capiatá, Itá, Lambaré, San Lorenzo, Fernando de la Mora y dos de Luque.

### Distribución geográfica de los equipos
| Región                      | Cant. | Equipos |
| --------------------------- | ----- | --- |
| Distrito Capital            | 5     | Fernando de la Mora, General Caballero, Resistencia, River Plate, y Sportivo Trinidense                              |
| Departamento Central        | 7     | 29 de Septiembre, Atlético Colegiales, Deportivo Capiatá, General Díaz, San Lorenzo, Sport Colombia y Sportivo Iteño |
| Departamento de Alto Paraná | 2     | 3 de Febrero y Paranaense                                                                                            |
| Departamento de Amambay     | 1     | 2 de Mayo |
| Departamento de San Pedro   | 1     | Deportivo Santaní |

## Cobertura televisiva
La empresa productora de contenido audiovisual, Teledeportes Paraguay, perteneciente al multimedios argentino Grupo Clarín, es la acreedora exclusiva de los derechos de transmisión de los partidos del campeonato paraguayo de fútbol desde 1999. Emite en vivo un juego por jornada de la División Intermedia a través del canal por cable Unicanal de Cablevisión.

## Clasificación
| Pos | Equipo              | Pts | PJ | G  | E  | P  | GF | GC | DIF |
| --- | ------------------- | --- | -- | -- | -- | -- | -- | -- | --- |
| 1º  | General Díaz        | 60  | 30 | 18 | 6  | 6  | 48 | 23 | 25  |
| 2º  | Deportivo Capiatá   | 58  | 30 | 17 | 7  | 6  | 61 | 37 | 24  |
| 3º  | Deportivo Santaní   | 54  | 30 | 15 | 9  | 6  | 46 | 27 | 19  |
| 4º  | San Lorenzo         | 48  | 30 | 14 | 6  | 10 | 40 | 35 | 5   |
| 5º  | Sportivo Trinidense | 46  | 30 | 13 | 7  | 10 | 32 | 33 | -1  |
| 6º  | Sport Colombia      | 43  | 30 | 12 | 7  | 11 | 47 | 33 | 14  |
| 7°  | 3 de Febrero        | 42  | 30 | 12 | 6  | 12 | 45 | 41 | 4   |
| 8º  | 2 de Mayo           | 42  | 30 | 12 | 6  | 12 | 37 | 37 | 0   |
| 9º  | General Caballero   | 42  | 30 | 12 | 6  | 12 | 31 | 31 | 0   |
| 10º | River Plate         | 41  | 30 | 11 | 8  | 11 | 38 | 45 | -7  |
| 11º | Resistencia         | 40  | 30 | 10 | 10 | 10 | 43 | 45 | -2  |
| 12º | Fernando de la Mora | 36  | 30 | 10 | 6  | 14 | 31 | 40 | -9  |
| 13º | Paranaense          | 34  | 30 | 8  | 10 | 12 | 31 | 39 | -8  |
| 14º | Atlético Colegiales | 33  | 30 | 7  | 12 | 11 | 22 | 29 | -7  |
| 15º | Sportivo Iteño      | 23  | 30 | 4  | 11 | 15 | 36 | 57 | -21 |
| 16º | 29 de Septiembre    | 17  | 30 | 4  | 5  | 21 | 28 | 64 | -36 |

 Pos=Posición; Pts=Puntos; PJ=Partidos jugados; G=Partidos ganados; E=Partidos empatados; P=Partidos perdidos;
 GF=Goles a favor; GC=Goles en contra; DIF=Diferencia de gol
|  | Ascendieron a Primera División |

### Evolución de la clasificación
| Equipo / Jornada | 01 | 02 | 03 | 04 | 05 | 06 | 07 | 08 | 09 | 10 | 11 | 12 | 13 | 14 | 15 |
| ---------------- | -- | -- | -- | -- | -- | -- | -- | -- | -- | -- | -- | -- | -- | -- | -- |
| 29 de Septiembre | 10 | 7  | 9  | 10 | 14 | 8  | 9  | 12 | 12 | 9  | 6  | 6  | 9  | 11 | 13 |
| 2 de Mayo        | 14 | 10 | 13 | 14 | 13 | 6  | 5  | 5  | 3  | 2  | 3  | 3  | 3  | 3  | 2  |
| 3 de Febrero     | 13 | 6  | 5  | 8  | 9  | 5  | 3  | 2  | 4  | 6  | 8  | 10 | 7  | 6  | 5  |
| A. Colegiales    | 11 | 12 | 10 | 6  | 5  | 9  | 8  | 10 | 7  | 8  | 12 | 12 | 12 | 12 | 14 |
| D. Capiatá       | 16 | 14 | 8  | 3  | 3  | 4  | 6  | 8  | 6  | 5  | 5  | 5  | 5  | 5  | 4  |
| D. Santaní       | 6  | 3  | 3  | 2  | 2  | 3  | 4  | 4  | 5  | 4  | 3  | 4  | 2  | 2  | 3  |
| F. de la Mora    | 5  | 8  | 11 | 12 | 7  | 10 | 13 | 15 | 13 | 13 | 13 | 13 | 13 | 14 | 12 |
| G. Caballero     | 12 | 15 | 15 | 13 | 6  | 7  | 10 | 13 | 15 | 15 | 16 | 16 | 15 | 13 | 11 |
| General Díaz     | 1  | 1  | 1  | 1  | 1  | 1  | 1  | 1  | 1  | 1  | 1  | 1  | 1  | 1  | 1  |
| Paranaense       | 4  | 4  | 6  | 11 | 11 | 14 | 7  | 11 | 14 | 14 | 14 | 14 | 14 | 15 | 15 |
| Resistencia      | 3  | 5  | 12 | 9  | 10 | 11 | 11 | 6  | 9  | 11 | 9  | 8  | 8  | 7  | 7  |
| River Plate      | 15 | 16 | 16 | 16 | 16 | 16 | 12 | 7  | 8  | 10 | 7  | 9  | 6  | 9  | 9  |
| San Lorenzo      | 2  | 2  | 2  | 5  | 4  | 2  | 2  | 3  | 2  | 3  | 2  | 2  | 4  | 4  | 6  |
| S. Colombia      | 9  | 13 | 14 | 15 | 15 | 13 | 16 | 14 | 11 | 12 | 11 | 7  | 10 | 8  | 8  |
| S. Iteño         | 8  | 11 | 7  | 7  | 12 | 15 | 14 | 16 | 16 | 16 | 15 | 15 | 16 | 16 | 16 |
| S. Trinidense    | 7  | 9  | 4  | 4  | 8  | 12 | 15 | 9  | 10 | 7  | 10 | 11 | 11 | 10 | 10 |

| Equipo / Jornada | 16 | 17 | 18 | 19 | 21 | 21 | 22 | 23 | 24 | 25 | 26 | 27 | 28 | 29 | 30 |
| ---------------- | -- | -- | -- | -- | -- | -- | -- | -- | -- | -- | -- | -- | -- | -- | -- |
| 29 de Septiembre | 13 | 14 | 15 | 15 | 15 | 15 | 15 | 15 | 16 | 16 | 16 | 16 | 16 | 16 | 16 |
| 2 de Mayo        | 3  | 4  | 5  | 5  | 3  | 5  | 5  | 4  | 5  | 5  | 5  | 4  | 5  | 7  | 8  |
| 3 de Febrero     | 7  | 7  | 7  | 7  | 7  | 9  | 10 | 10 | 10 | 8  | 9  | 11 | 7  | 6  | 7  |
| A. Colegiales    | 15 | 15 | 14 | 14 | 14 | 14 | 13 | 14 | 14 | 14 | 14 | 14 | 14 | 14 | 14 |
| D. Capiatá       | 4  | 5  | 2  | 2  | 2  | 2  | 2  | 2  | 2  | 2  | 2  | 2  | 2  | 2  | 2  |
| D. Santaní       | 2  | 2  | 3  | 3  | 4  | 3  | 3  | 3  | 3  | 3  | 3  | 3  | 3  | 3  | 3  |
| F. de la Mora    | 12 | 11 | 12 | 12 | 12 | 13 | 14 | 13 | 13 | 13 | 13 | 13 | 13 | 12 | 12 |
| G. Caballero     | 11 | 12 | 11 | 9  | 8  | 7  | 7  | 7  | 7  | 9  | 6  | 6  | 8  | 8  | 9  |
| General Díaz     | 1  | 1  | 1  | 1  | 1  | 1  | 1  | 1  | 1  | 1  | 1  | 1  | 1  | 1  | 1  |
| Paranaense       | 14 | 13 | 13 | 13 | 13 | 12 | 12 | 11 | 11 | 11 | 12 | 12 | 12 | 13 | 13 |
| Resistencia      | 8  | 9  | 9  | 10 | 11 | 11 | 11 | 12 | 12 | 12 | 10 | 9  | 10 | 10 | 11 |
| River Plate      | 9  | 8  | 8  | 11 | 10 | 8  | 8  | 8  | 8  | 10 | 11 | 10 | 11 | 11 | 10 |
| San Lorenzo      | 5  | 3  | 4  | 4  | 6  | 6  | 6  | 5  | 4  | 4  | 4  | 5  | 4  | 4  | 4  |
| S. Colombia      | 6  | 6  | 6  | 6  | 5  | 4  | 4  | 6  | 6  | 6  | 7  | 8  | 9  | 9  | 6  |
| S. Iteño         | 16 | 16 | 16 | 16 | 16 | 16 | 16 | 16 | 15 | 15 | 15 | 15 | 15 | 15 | 15 |
| S. Trinidense    | 10 | 10 | 10 | 8  | 9  | 10 | 9  | 9  | 9  | 7  | 8  | 7  | 6  | 5  | 5  |

|  | En zona de ascenso |

## Resultados
El horario de los partidos corresponde al empleado en Paraguay: estándar (UTC-4) y horario de verano (UTC-3).
| 2 de Mayo         | 1 - 4 | San Lorenzo         | Río Parapití           | 16 de marzo | 20:00 | 1.474 |
| Deportivo Santaní | 2 - 1 | Atlético Colegiales | Juan José Vázquez      | 17 de marzo | 17:00 | 1.182 |
| General Caballero | 1 - 2 | Fernando de la Mora | Hugo Bogado Vaceque    | 17 de marzo | 17:00 | 225   |
| 3 de Febrero      | 0 - 1 | Sportivo Trinidense | Antonio Oddone Sarubbi | 18 de marzo | 16:30 | 132   |
| Paranaense        | 4 - 3 | 29 de Septiembre    | Cerro Porteño          | 18 de marzo | 17:00 | 451   |
| Sport Colombia    | 1 - 1 | Sportivo Iteño      | Alfonso Colmán         | 18 de marzo | 17:00 | 359   |
| Deportivo Capiatá | 0 - 4 | General Díaz        | Deportivo Capiatá      | 18 de marzo | 17:00 | -     |
| Resistencia       | 3 - 0 | River Plate         | Tomás Began Correa     | 18 de marzo | 17:00 | 300   |

| 3 de Febrero        | 4 - 2 | General Caballero   | Antonio Oddone Sarubbi | 23 de marzo | 19:30 | 134 |
| River Plate         | 0 - 2 | Deportivo Santaní   | River Plate            | 24 de marzo | 17:00 | -   |
| Atlético Colegiales | 1 - 1 | Deportivo Capiatá   | Luciano Zacarías       | 24 de marzo | 17:00 | -   |
| General Díaz        | 1 - 0 | Sport Colombia      | General Adrián Jara    | 24 de marzo | 17:00 | -   |
| San Lorenzo         | 1 - 0 | Resistencia         | Ciudad Universitaria   | 25 de marzo | 17:00 | -   |
| Sportivo Trinidense | 0 - 1 | 2 de Mayo           | Martín Torres          | 25 de marzo | 17:00 | -   |
| Sportivo Iteño      | 1 - 1 | Paranaense          | Salvador Morga         | 25 de marzo | 17:00 | -   |
| 29 de Setiembre     | 1 - 0 | Fernando de la Mora | General Adrián Jara    | 25 de marzo | 17:00 | -   |

| 2 de Mayo           | 1 - 2 | 3 de Febrero        | Río Parapití          | 30 de marzo | 20:00 | TBA |
| Resistencia         | 1 - 4 | Sportivo Trinidense | Tomás Began Correa    | 31 de marzo | TBA   | TBA |
| Fernando de la Mora | 2 - 3 | Sportivo Iteño      | Emiliano Ghezzi       | 31 de marzo | TBA   | TBA |
| General Caballero   | 2 - 2 | 29 de Septiembre    | Hugo Bogado Vaceque   | 1 de abril  | TBA   | TBA |
| Sport Colombia      | 0 - 1 | Atlético Colegiales | Alfonso Colmán        | 1 de abril  | TBA   | TBA |
| Deportivo Capiatá   | 5 - 0 | River Plate         | Deportivo Capiatá     | 1 de abril  | -     | -   |
| Paranaense          | 0 - 0 | General Díaz        | Estadio Cerro Porteño | 1 de abril  | -     | 442 |
| Deportivo Santaní   | 0 - 0 | San Lorenzo         | Juan José Vázquez     | 1 de abril  | -     | -   |

| Atlético Colegiales | 2 - 0 | Paranaense          | Luciano Zacarías       | 7 de abril | - | - |
| General Díaz        | 0 - 0 | Fernando de la Mora | General Adrián Jara    | 7 de abril | - | - |
| Sportivo Iteño      | 2 - 2 | 29 de Septiembre    | Salvador Morga         | 7 de abril | - | - |
| 2 de Mayo           | 1 - 2 | General Caballero   | Río Parapití           | 7 de abril | - | - |
| 3 de Febrero        | 0 - 1 | Resistencia         | Antonio Oddone Sarubbi | 7 de abril | - | - |
| River Plate         | 1 - 1 | Sport Colombia      | River Plate            | 8 de abril | - | - |
| Sportivo Trinidense | 0 - 0 | Deportivo Santaní   | Martín Torres          | 8 de abril | - | - |
| San Lorenzo         | 1 - 3 | Deportivo Capiatá   | Ciudad Universitaria   | 8 de abril | - | - |

| Paranaense          | 1 - 1 | River Plate         | Cerro Porteño       | 13 de abril | -   | -   |
| Resistencia         | 0 - 1 | 2 de Mayo           | Tomás Began Correa  | 14 de abril | -   | -   |
| Sport Colombia      | 0 - 0 | San Lorenzo         | Alfonso Colmán      | 14 de abril | -   | -   |
| General Caballero   | 3 - 0 | Sportivo Iteño      | Hugo Bogado Vaceque | 14 de abril | -   | -   |
| Fernando de la Mora | 1 - 0 | Atlético Colegiales | Emiliano Ghezzi     | 14 de abril | TBA | TBA |
| Deportivo Capiatá   | 4 - 1 | Sportivo Trinidense | Deportivo Capiatá   | 15 de abril | -   | -   |
| 29 de Septiembre    | 1 - 2 | General Díaz        | General Adrián Jara | 15 de abril | -   | -   |
| Deportivo Santaní   | 2 - 1 | 3 de Febrero        | Juan José Vázquez   | 15 de abril | -   | -   |

| 3 de Febrero        | 5 - 1 | Deportivo Capiatá   | Antonio Oddone Sarubbi | 20 de abril | -   | 56    |
| River Plate         | 1 - 0 | Fernando de la Mora | River Plate            | 22 de abril | -   | -     |
| Atlético Colegiales | 0 - 1 | 29 de Setiembre     | Luciano Zacarías       | 22 de abril | -   | -     |
| General Díaz        | 2 - 0 | Sportivo Iteño      | General Adrián Jara    | 22 de abril | -   | -     |
| Resistencia         | 1 - 1 | General Caballero   | Tomás Began Correa     | 23 de abril | TBA | 97    |
| 2 de Mayo           | 3 - 1 | Deportivo Santaní   | Río Parapití           | 23 de abril | -   | 1.425 |
| Sportivo Trinidense | 0 - 3 | Sport Colombia      | Martín Torres          | 23 de abril | -   | -     |
| San Lorenzo         | 1 - 0 | Paranaense          | Ciudad Universitaria   | 23 de abril | -   | -     |

| General Caballero   | 0 - 2 | General Díaz        | Hugo Bogado Vaceque | 28 de abril | TBA   | TBA |
| 29 de Septiembre    | 0 - 1 | River Plate         | General Adrián Jara | 28 de abril | -     | -   |
| Sportivo Iteño      | 0 - 0 | Atlético Colegiales | Salvador Morga      | 28 de abril | -     | -   |
| Deportivo Capiatá   | 2 - 3 | 2 de Mayo           | Deportivo Capiatá   | 28 de abril | -     | -   |
| Paranaense          | 2 - 0 | Sportivo Trinidense | Cerro Porteño       | 29 de abril | 10:00 | -   |
| Deportivo Santaní   | 0 - 0 | Resistencia         | Juan José Vázquez   | 29 de abril | 15:15 | -   |
| Sport Colombia      | 1 - 2 | 3 de Febrero        | Alfonso Colmán      | 29 de abril | 15:15 | -   |
| Fernando de la Mora | 1 - 2 | San Lorenzo         | Emiliano Ghezzi     | 29 de abril | 15:15 | -   |

| 3 de Febrero        | 1 - 0 | Paranaense          | Antonio Oddone Sarubbi | 4 de mayo | 18:00 | - |
| River Plate         | 2 - 1 | Sportivo Iteño      | River Plate            | 5 de mayo | 15:00 | - |
| Atlético Colegiales | 0 - 0 | General Díaz        | Luciano Zacarías       | 5 de mayo | 15:00 | - |
| San Lorenzo         | 1 - 1 | 29 de Septiembre    | Ciudad Universitaria   | 6 de mayo | 10:00 | - |
| Resistencia         | 4 - 1 | Deportivo Capiatá   | Tomás Began Correa     | 6 de mayo | 10:00 | - |
| 2 de Mayo           | 1 - 1 | Sport Colombia      | Río Parapití           | 6 de mayo | 15:00 | - |
| Sportivo Trinidense | 2 - 1 | Fernando de la Mora | Martín Torres          | 6 de mayo | 15:00 | - |
| Deportivo Santaní   | 2 - 0 | General Caballero   | Juan José Vázquez      | 6 de mayo | 15:00 | - |

| 29 de Septiembre    | 1 - 1 | Sportivo Trinidense | General Adrián Jara | 12 de mayo | 15:00 | - |
| Fernando de la Mora | 1 - 0 | 3 de Febrero        | Emiliano Ghezzi     | 12 de mayo | 15:00 | - |
| Sport Colombia      | 4 - 2 | Resistencia         | Alfonso Colmán      | 12 de mayo | 15:00 | - |
| General Caballero   | 0 - 1 | Atlético Colegiales | Hugo Bogado Vaceque | 12 de mayo | 15:00 | - |
| General Díaz        | 0 - 0 | River Plate         | General Adrián Jara | 13 de mayo | 10:00 | - |
| Paranaense          | 1 - 2 | 2 de Mayo           | Cerro Porteño       | 13 de mayo | 10:00 | - |
| Deportivo Capiatá   | 5 - 0 | Deportivo Santaní   | Deportivo Capiatá   | 13 de mayo | 10:00 | - |
| Sportivo Iteño      | 1 - 3 | San Lorenzo         | Salvador Morga      | 13 de mayo | 15:00 | - |

| 3 de Febrero        | 1 - 2 | 29 de Setiembre     | Antonio Oddone Sarubbi | 18 de mayo | 18:00 | - |
| Resistencia         | 2 - 2 | Paranaense          | Tomás Began Correa     | 19 de mayo | 15:00 | - |
| River Plate         | 1 - 1 | Atlético Colegiales | River Plate            | 19 de mayo | 15:00 | - |
| Deportivo Capiatá   | 2 - 1 | General Caballero   | Deportivo Capiatá      | 20 de mayo | 10:00 | - |
| San Lorenzo         | 2 - 3 | General Díaz        | Ciudad Universitaria   | 20 de mayo | 15:00 | - |
| Deportivo Santaní   | 3 - 0 | Sport Colombia      | Juan José Vázquez      | 20 de mayo | 15:00 | - |
| 2 de Mayo           | 2 - 0 | Fernando de la Mora | Río Parapití           | 20 de mayo | 15:00 | - |
| Sportivo Trinidense | 1 - 0 | Sportivo Iteño      | Martín Torres          | 20 de mayo | 15:00 | - |

| General Caballero   | 0 - 1 | River Plate         | Hugo Bogado Vaceque | 26 de mayo | 15:00 | - |
| Sportivo Iteño      | 2 - 1 | 3 de Febrero        | Salvador Morga      | 26 de mayo | 15:00 | - |
| 29 de Setiembre     | 1 - 0 | 2 de Mayo           | General Adrián Jara | 26 de mayo | 15:00 | - |
| Fernando de la Mora | 1 - 2 | Resistencia         | Emiliano Ghezzi     | 26 de mayo | 15:00 | - |
| Atlético Colegiales | 1 - 2 | San Lorenzo         | Luciano Zacarías    | 27 de mayo | 15:00 | - |
| General Díaz        | 2 - 1 | Sportivo Trinidense | General Adrián Jara | 27 de mayo | 15:00 | - |
| Paranaense          | 0 - 2 | Deportivo Santaní   | Juan José Vázquez   | 27 de mayo | 15:00 | - |
| Sport Colombia      | 3 - 1 | Deportivo Capiatá   | Alfonso Colmán      | 27 de mayo | 15:00 | - |

| 3 de Febrero        | 0 - 1 | General Díaz        | Antonio Oddone Sarubbi | 1 de junio | 18:00 | - |
| 2 de Mayo           | 5 - 2 | Sportivo Iteño      | Río Parapití           | 1 de junio | 20:00 | - |
| Deportivo Capiatá   | 6 - 1 | Paranaense          | Deportivo Capiatá      | 2 de junio | 15:00 | - |
| Resistencia         | 1 - 1 | 29 de Septiembre    | Tomás Began Correa     | 2 de junio | 15:00 | - |
| Sport Colombia      | 1 - 0 | General Caballero   | Alfonso Colmán         | 3 de junio | 10:00 | - |
| Deportivo Santaní   | 1 - 1 | Fernando de la Mora | Juan José Vázquez      | 3 de junio | 15:00 | - |
| Sportivo Trinidense | 3 - 3 | Atlético Colegiales | Martín Torres          | 3 de junio | 15:00 | - |
| San Lorenzo         | 1 - 0 | River Plate         | Ciudad Universitaria   | 3 de junio | 15:00 | - |

| Fernando de la Mora | 2 - 1 | Deportivo Capiatá   | Emiliano Ghezzi     | 8 de junio  | 15:00 | - |
| 29 de Septiembre    | 0 - 3 | Deportivo Santaní   | General Adrián Jara | 8 de junio  | 15:00 | - |
| General Caballero   | 1 - 0 | San Lorenzo         | Hugo Bogado Vaceque | 8 de junio  | 15:00 | - |
| Atlético Colegiales | 0 - 2 | 3 de Febrero        | Luciano Zacarías    | 8 de junio  | 15:00 | - |
| Sportivo Iteño      | 0 - 0 | Resistencia         | Salvador Morga      | 9 de junio  | 15:00 | - |
| River Plate         | 1 - 0 | Sportivo Trinidense | River Plate         | 10 de junio | 10:00 | - |
| General Díaz        | 1 - 2 | 2 de Mayo           | General Adrián Jara | 10 de junio | 15:00 | - |
| Paranaense          | 1 - 0 | Sport Colombia      | Juan José Vázquez   | 10 de junio | 15:00 | - |

| Sportivo Trinidense | 1 - 0 | San Lorenzo         | Martín Torres          | 16 de junio | 15:00 | - |
| Resistencia         | 2 - 1 | General Díaz        | Tomás Began Correa     | 16 de junio | 15:00 | - |
| Paranaense          | 0 - 2 | General Caballero   | Juan José Vázquez      | 16 de junio | 15:00 | - |
| 3 de Febrero        | 5 - 2 | River Plate         | Antonio Oddone Sarubbi | 16 de junio | 17:00 | - |
| Sport Colombia      | 3 - 0 | Fernando de la Mora | Alfonso Colmán         | 17 de junio | 15:00 | - |
| Deportivo Capiatá   | 3 - 1 | 29 de Septiembre    | Deportivo Capiatá      | 17 de junio | 15:00 | - |
| Deportivo Santaní   | 2 - 1 | Sportivo Iteño      | Juan José Vázquez      | 17 de junio | 15:00 | - |
| 2 de Mayo           | 0 - 0 | Atlético Colegiales | Río Parapití           | 17 de junio | 15:00 | - |

| General Díaz        | 2 - 1 | Deportivo Santaní   | Hugo Bogado Vaceque  | 22 de junio | 15:00 | - |
| Atlético Colegiales | 0 - 2 | Resistencia         | Luciano Zacarías     | 22 de junio | 15:00 | - |
| Sportivo Iteño      | 1 - 2 | Deportivo Capiatá   | Salvador Morga       | 26 de junio | 15:00 | - |
| Fernando de la Mora | 2 - 1 | Paranaense          | Emiliano Ghezzi      | 26 de junio | 15:00 | - |
| General Caballero   | 2 - 0 | Sportivo Trinidense | Hugo Bogado Vaceque  | 27 de junio | 15:00 | - |
| San Lorenzo         | 1 - 3 | 3 de Febrero        | Ciudad Universitaria | 27 de junio | 15:00 | - |
| River Plate         | 1 - 2 | 2 de Mayo           | River Plate          | 27 de junio | 15:00 | - |
| 29 de Septiembre    | 0 - 3 | Sport Colombia      | General Adrián Jara  | 27 de junio | 15:00 | - |

| Fernando de la Mora | 0 - 0 | General Caballero | Emiliano Ghezzi      | 7 de julio | 15:00 | - |
| General Díaz        | 0 - 1 | Deportivo Capiatá | Hugo Bogado Vaceque  | 7 de julio | 15:00 | - |
| River Plate         | 4 - 1 | Resistencia       | River Plate          | 7 de julio | 15:00 | - |
| San Lorenzo         | 3 - 0 | 2 de Mayo         | Ciudad Universitaria | 8 de julio | 10:00 | - |
| Atlético Colegiales | 0 - 2 | Deportivo Santaní | Luciano Zacarías     | 8 de julio | 10:00 | - |
| 29 de Septiembre    | 0 - 3 | Paranaense        | General Adrián Jara  | 8 de julio | 15:00 | - |
| Sportivo Iteño      | 2 - 7 | Sport Colombia    | Salvador Morga       | 8 de julio | 15:00 | - |
| Sportivo Trinidense | 2 - 0 | 3 de Febrero      | Martín Torres        | 8 de julio | 15:00 | - |

| General Caballero   | 1 - 1 | 3 de Febrero        | Hugo Bogado Vaceque | 13 de julio | 15:00 | - |
| 2 de Mayo           | 0 - 0 | Sportivo Trinidense | Río Parapití        | 13 de julio | 19:00 | - |
| Resistencia         | 3 - 5 | San Lorenzo         | Tomás Began Correa  | 14 de julio | 15:00 | - |
| Deportivo Capiatá   | 1 - 1 | Atlético Colegiales | Deportivo Capiatá   | 14 de julio | 15:00 | - |
| Fernando de la Mora | 2 - 0 | 29 de Septiembre    | Emiliano Ghezzi     | 14 de julio | 15:00 | - |
| Deportivo Santaní   | 0 - 2 | River Plate         | Juan José Vázquez   | 15 de julio | 15:00 | - |
| Paranaense          | 2 - 0 | Sportivo Iteño      | Juan José Vázquez   | 15 de julio | 15:00 | - |
| Sport Colombia      | 0 - 1 | General Díaz        | Alfonso Colmán      | 15 de julio | 15:00 | - |

| General Díaz        | 1 - 1 | Paranaense          | Hugo Bogado Vaceque    | 20 de julio | 15:00 | - |
| Atlético Colegiales | 0 - 0 | Sport Colombia      | Luciano Zacarías       | 21 de julio | 15:00 | - |
| River Plate         | 1 - 3 | Deportivo Capiatá   | River Plate            | 21 de julio | 15:00 | - |
| Sportivo Iteño      | 0 - 0 | Fernando de la Mora | Salvador Morga         | 21 de julio | 15:00 | - |
| 3 de Febrero        | 1 - 1 | 2 de Mayo           | Antonio Oddone Sarubbi | 21 de julio | 17:00 | - |
| Sportivo Trinidense | 0 - 0 | Resistencia         | Martín Torres          | 22 de julio | 15:00 | - |
| 29 de Septiembre    | 1 - 2 | General Caballero   | General Adrián Jara    | 22 de julio | 15:00 | - |
| San Lorenzo         | 0 - 0 | Deportivo Santaní   | Ciudad Universitaria   | 22 de julio | 15:00 | - |

| General Caballero   | 1 - 0 | 2 de Mayo           | Hugo Bogado Vaceque | 28 de julio | 15:00 | - |
| Deportivo Capiatá   | 2 - 0 | San Lorenzo         | Deportivo Capiatá   | 28 de julio | 15:00 | - |
| 29 de Septiembre    | 2 - 4 | Sportivo Iteño      | General Adrián Jara | 28 de julio | 15:00 | - |
| Sport Colombia      | 4 - 1 | River Plate         | Alfonso Colmán      | 28 de julio | 15:00 | - |
| Fernando de la Mora | 0 - 3 | General Díaz        | Emiliano Ghezzi     | 28 de julio | 15:00 | - |
| Resistencia         | 1 - 1 | 3 de Febrero        | Tomás Began Correa  | 29 de julio | 15:00 | - |
| Deportivo Santaní   | 0 - 1 | Sportivo Trinidense | Juan José Vázquez   | 29 de julio | 15:00 | - |
| Paranaense          | 0 - 0 | Atlético Colegiales | Juan José Vázquez   | 29 de julio | 15:00 | - |

| River Plate         | 1 - 1 | Paranaense          | River Plate            | 4 de agosto | 15:00 | - |
| Atlético Colegiales | 0 - 0 | Fernando de la Mora | Luciano Zacarías       | 4 de agosto | 15:00 | - |
| 3 de Febrero        | 1 - 1 | Deportivo Santaní   | Antonio Oddone Sarubbi | 4 de agosto | 19:00 | - |
| General Díaz        | 5 - 0 | 29 de Septiembre    | Hugo Bogado Vaceque    | 5 de agosto | 10:00 | - |
| Sportivo Iteño      | 1 - 2 | General Caballero   | Salvador Morga         | 5 de agosto | 10:00 | - |
| Sportivo Trinidense | 1 - 1 | Deportivo Capiatá   | Martín Torres          | 5 de agosto | 10:00 | - |
| 2 de Mayo           | 3 - 0 | Resistencia         | Río Parapití           | 5 de agosto | 15:00 | - |
| San Lorenzo         | 1 - 2 | Sport Colombia      | Ciudad Universitaria   | 5 de agosto | 15:00 | - |

| Paranaense          | 2 - 0 | San Lorenzo         | Juan José Vázquez   | 10 de agosto | 15:00 | - |
| General Caballero   | 1 - 0 | Resistencia         | Hugo Bogado Vaceque | 11 de agosto | 15:00 | - |
| Deportivo Capiatá   | 4 - 2 | 3 de Febrero        | Deportivo Capiatá   | 11 de agosto | 15:00 | - |
| 29 de Septiembre    | 1 - 2 | Atlético Colegiales | General Adrián Jara | 11 de agosto | 15:00 | - |
| Sportivo Iteño      | 3 - 0 | General Díaz        | Salvador Morga      | 11 de agosto | 15:00 | - |
| Deportivo Santaní   | 3 - 0 | 2 de Mayo           | Juan José Vázquez   | 12 de agosto | 15:00 | - |
| Sport Colombia      | 3 - 1 | Sportivo Trinidense | Alfonso Colmán      | 12 de agosto | 15:00 | - |
| Fernando de la Mora | 1 - 4 | River Plate         | Emiliano Ghezzi     | 12 de agosto | 15:00 | - |

| Atlético Colegiales | 0 - 0 | Sportivo Iteño      | Luciano Zacarías     | 18 de agosto | 15:00 | - |
| River Plate         | 3 - 0 | 29 de Septiembre    | River Plate          | 18 de agosto | 15:00 | - |
| Resistencia         | 1 - 1 | Deportivo Santaní   | Tomás Began Correa   | 19 de agosto | 10:00 | - |
| General Díaz        | 1 - 2 | General Caballero   | Hugo Bogado Vaceque  | 19 de agosto | 10:00 | - |
| 3 de Febrero        | 0 - 0 | Sport Colombia      | Juan Eudes Pereira   | 19 de agosto | 15:00 | - |
| Sportivo Trinidense | 2 - 0 | Paranaense          | Martín Torres        | 19 de agosto | 15:00 | - |
| San Lorenzo         | 1 - 0 | Fernando de la Mora | Ciudad Universitaria | 19 de agosto | 15:00 | - |
| 2 de Mayo           | 0 - 0 | Deportivo Capiatá   | Río Parapití         | 19 de agosto | 15:00 | - |

| General Caballero   | 2 - 4 | Deportivo Santaní   | Hugo Bogado Vaceque | 25 de agosto | 15:00 | - |
| Fernando de la Mora | 3 - 1 | Sportivo Trinidense | Emiliano Ghezzi     | 25 de agosto | 15:00 | - |
| General Díaz        | 2 - 1 | Atlético Colegiales | Hugo Bogado Vaceque | 26 de agosto | 09:30 | - |
| Deportivo Capiatá   | 1 - 1 | Resistencia         | Deportivo Capiatá   | 26 de agosto | 15:00 | - |
| Sport Colombia      | 1 - 2 | 2 de Mayo           | Alfonso Colmán      | 26 de agosto | 15:00 | - |
| 29 de Septiembre    | 2 - 4 | San Lorenzo         | General Adrián Jara | 26 de agosto | 15:00 | - |
| Paranaense          | 2 - 0 | 3 de Febrero        | Juan José Vázquez   | 26 de agosto | 15:00 | - |
| Sportivo Iteño      | 3 - 3 | River Plate         | Salvador Morga      | 26 de agosto | 15:00 | - |

| River Plate         | 1 - 1 | General Díaz        | River Plate          | 1 de septiembre | 15:00 | - |
| Resistencia         | 2 - 2 | Sport Colombia      | Tomás Began Correa   | 1 de septiembre | 15:00 | - |
| 3 de Febrero        | 3 - 0 | Fernando de la Mora | Juan Eudes Pereira   | 1 de septiembre | 19:00 | - |
| Atlético Colegiales | 0 - 0 | General Caballero   | Luciano Zacarías     | 2 de septiembre | 15:00 | - |
| San Lorenzo         | 1 - 1 | Sportivo Iteño      | Ciudad Universitaria | 2 de septiembre | 15:00 | - |
| Sportivo Trinidense | 1 - 0 | 29 de Septiembre    | Martín Torres        | 2 de septiembre | 15:00 | - |
| 2 de Mayo           | 0 - 1 | Paranaense          | Río Parapití         | 2 de septiembre | 15:00 | - |
| Deportivo Santaní   | 0 - 0 | Deportivo Capiatá   | Juan José Vázquez    | 2 de septiembre | 15:00 | - |

| General Caballero   | 0 - 2 | Deportivo Capiatá   | Hugo Bogado Vaceque | 9 de septiembre | 15:00 | - |
| Sport Colombia      | 0 - 1 | Deportivo Santaní   | Alfonso Colmán      | 9 de septiembre | 15:00 | - |
| Paranaense          | 2 - 3 | Resistencia         | Juan José Vázquez   | 9 de septiembre | 15:00 | - |
| Fernando de la Mora | 2 - 0 | 2 de Mayo           | Emiliano Ghezzi     | 9 de septiembre | 15:00 | - |
| 29 de Septiembre    | 3 - 4 | 3 de Febrero        | General Adrián Jara | 9 de septiembre | 15:00 | - |
| Sportivo Iteño      | 1 - 3 | Sportivo Trinidense | Salvador Morga      | 9 de septiembre | 15:00 | - |
| General Díaz        | 4 - 0 | San Lorenzo         | Hugo Bogado Vaceque | 9 de septiembre | 15:00 | - |
| Atlético Colegiales | 1 - 0 | River Plate         | Luciano Zacarías    | 9 de septiembre | 15:00 | - |

| 2 de Mayo           | 2 - 0 | 29 de Septiembre    | Río Parapití         | 14 de septiembre | 20:00 | - |
| San Lorenzo         | 2 - 0 | Atlético Colegiales | Ciudad Universitaria | 15 de septiembre | 15:00 | - |
| Deportivo Capiatá   | 4 - 1 | Sport Colombia      | Deportivo Capiatá    | 15 de septiembre | 15:00 | - |
| River Plate         | 0 - 2 | General Caballero   | River Plate          | 15 de septiembre | 15:00 | - |
| Resistencia         | 3 - 2 | Fernando de la Mora | Tomás Began Correa   | 15 de septiembre | 15:00 | - |
| 3 de Febrero        | -     | Sportivo Iteño      | Juan Eudes Pereira   | 15 de septiembre | 19:00 | - |
| Deportivo Santaní   | 3 - 1 | Paranaense          | Juan José Vázquez    | 16 de septiembre | 15:00 | - |
| Sportivo Trinidense | 0 - 2 | General Díaz        | Martín Torres        | 16 de septiembre | 15:00 | - |

| General Caballero   | 1 - 0 | Sport Colombia      | Hugo Bogado Vaceque | 21 de septiembre | 15:00 | - |
| Paranaense          | 1 - 1 | Deportivo Capiatá   | Juan José Vázquez   | 21 de septiembre | 15:00 | - |
| 29 de Septiembre    | 1 - 2 | Resistencia         | General Adrián Jara | 22 de septiembre | 15:00 | - |
| River Plate         | 2 - 1 | San Lorenzo         | River Plate         | 22 de septiembre | 15:00 | - |
| General Díaz        | 3 - 0 | 3 de Febrero        | Hugo Bogado Vaceque | 23 de septiembre | 10:00 | - |
| Sportivo Iteño      | 3 - 3 | 2 de Mayo           | Salvador Morga      | 23 de septiembre | 15:00 | - |
| Fernando de la Mora | 2 - 0 | Deportivo Santaní   | Emiliano Ghezzi     | 23 de septiembre | 15:00 | - |
| Atlético Colegiales | 0 - 1 | Sportivo Trinidense | Luciano Zacarías    | 23 de septiembre | 15:00 | - |

| San Lorenzo         | 1 - 0 | General Caballero   | Ciudad Universitaria | 15 de septiembre | 15:00 | - |
| Sportivo Trinidense | 2 - 1 | River Plate         | Martín Torres        | 15 de septiembre | 15:00 | - |
| 3 de Febrero        | 3 - 2 | Atlético Colegiales | Juan Eudes Pereira   | 15 de septiembre | 15:00 | - |
| 2 de Mayo           | 0 - 1 | General Díaz        | Río Parapití         | 15 de septiembre | 15:00 | - |
| Resistencia         | 3 - 0 | Sportivo Iteño      | Tomás Began Correa   | 15 de septiembre | 15:00 | - |
| Deportivo Santaní   | 3 - 0 | 29 de Septiembre    | Juan José Vázquez    | 15 de septiembre | 15:00 | - |
| Deportivo Capiatá   | 1 - 0 | Fernando de la Mora | Deportivo Capiatá    | 15 de septiembre | 15:00 | - |
| Sport Colombia      | 2 - 0 | Paranaense          | Alfonso Colmán       | 15 de septiembre | 15:00 | - |

| Fernando de la Mora | 3 - 2 | Sport Colombia      | Emiliano Ghezzi      | 5 de octubre | 19:00 | - |
| General Caballero   | 0 - 0 | Paranaense          | Hugo Bogado Vaceque  | 6 de octubre | 15:30 | - |
| 29 de Septiembre    | 0 - 1 | Deportivo Capiatá   | General Adrián Jara  | 6 de octubre | 15:30 | - |
| Sportivo Iteño      | 2 - 2 | Deportivo Santaní   | Salvador Morga       | 6 de octubre | 15:30 | - |
| General Díaz        | 3 - 1 | Resistencia         | Hugo Bogado Vaceque  | 6 de octubre | 15:30 | - |
| Atlético Colegiales | 2 - 1 | 2 de Mayo           | Luciano Zacarías     | 6 de octubre | 15:30 | - |
| River Plate         | 2 - 2 | 3 de Febrero        | River Plate          | 6 de octubre | 15:30 | - |
| San Lorenzo         | 1 - 1 | Sportivo Trinidense | Ciudad Universitaria | 6 de octubre | 15:30 | - |

| Paranaense FC       | 2 - 2 | Fernando de la Mora | RI3 Corrales                   | 11 de octubre | 15:30 | TBA |
| Resistencia         | 1 - 2 | Colegiales          | Estadio Tomás Began Correa     | 13 de octubre | 15:30 | TBA |
| 2 de Mayo           | 0 - 1 | River Plate         | Estadio Río Parapití           | 13 de octubre | 15:30 | TBA |
| Sport Colombia      | 2 - 1 | 29 de septiembre    | Estadio Alfonso Colmán         | 13 de octubre | 15:30 | TBA |
| Deportivo Santaní   | 5 - 1 | General Díaz        | Estadio Juan José Vázquez      | 14 de octubre | 15:30 | TBA |
| Deportivo Capiatá   | 2 - 1 | Sportivo Iteño      | Estadio Deportivo Capiatá      | 14 de octubre | 15:30 | TBA |
| Sportivo Trinidense | 1 - 0 | General Caballero   | Estadio Martín Torres          | 14 de octubre | 15:30 | TBA |
| 3 de febrero        | 0 - 1 | San Lorenzo         | Estadio Antonio Oddone Sarubbi | 14 de octubre | 15:30 | TBA |

## Máximo goleador
| Jugador             | Jugador         | Goles | Equipo            |
| ------------------- | --------------- | ----- | ----------------- |
| Bandera de Paraguay | Christian López | 17    | Deportivo Capiatá |

## Campeón
|                        |
| General Díaz 1º título |

## Puntaje Promedio
El promedio de puntos de un equipo es el cociente que se obtiene de la división de su puntaje acumulado en las últimas dos temporadas por la cantidad de partidos que haya jugado durante dicho período. Este determinará, al final de la temporada, el descenso de los equipos que acaben en los tres últimos lugares de la tabla. Equipos de Asunción o alrededores descienden a la Primera División B. Equipos del resto del país descienden a la Primera División Nacional B.
| Pos | Equipo              | Prom  | PT  | PJ | 2011 | 2012 |
| --- | ------------------- | ----- | --- | -- | ---- | ---- |
| 1º  | Deportivo Capiatá   | 1,821 | 102 | 56 | 44   | 58   |
| 2º  | Deportivo Santaní   | 1,750 | 98  | 56 | 44   | 54   |
| 3º  | General Díaz        | 1,714 | 96  | 56 | 36   | 60   |
| 4º  | River Plate         | 1,393 | 78  | 56 | 37   | 41   |
| 5º  | 3 de Febrero        | 1,367 | 42  | 30 | -    | 42   |
| 6º  | General Caballero   | 1,367 | 42  | 30 | -    | 42   |
| 7º  | San Lorenzo         | 1,357 | 76  | 56 | 28   | 48   |
| 8º  | Sportivo Trinidense | 1,339 | 75  | 56 | 29   | 46   |
| 9º  | 2 de Mayo           | 1,333 | 40  | 30 | -    | 40   |
| 10º | Resistencia         | 1,333 | 40  | 30 | -    | 40   |
| 11º | Sport Colombia      | 1,285 | 72  | 56 | 28   | 44   |
| 12º | Fernando de la Mora | 1,250 | 70  | 56 | 34   | 36   |
| 13º | Paranaense          | 1,133 | 34  | 30 | -    | 34   |
| 14º | Atlético Colegiales | 1,125 | 63  | 56 | 30   | 33   |
| 15º | Sportivo Iteño      | 0,929 | 52  | 56 | 29   | 23   |
| 16º | 29 de Septiembre    | 0,567 | 17  | 30 | -    | 17   |

 Pos=Posición; Prom=Promedio; PT=Puntaje total; PJ=Partidos jugados
|  | Descendieron de categoría |